# Muriqan
Muriqan è un centro abitato appartenente ad Ana e Malit, frazione del comune albanese di Scutari, nella parte nord-occidentale dell'Albania. 
Questo villaggio rappresenta un valico di frontiera gestito congiuntamente con il Montenegro.